# Frank Depestele
Frank Depestele est un joueur belge de volley-ball né le 3 septembre 1977 à Tirlemont (Province du Brabant flamand). Il mesure 1,91 m et joue passeur.

## Clubs
| Club                  | Pays     | De           | À             |
| --------------------- | -------- | ------------ | ------------- |
| Knack Roeselare       | Belgique | 2002-2003    | 2005-2006     |
| Iraklis               | Grèce    | 2006-2007    | 2006-2007     |
| Lokomotiv Belgorod    | Russie   | 2007-2008    | 2007-2008     |
| Panathinaikos Athènes | Grèce    | 2008-2009    | 2008-2008     |
| Knack Roeselare       | Belgique | 2009-2010    | 2010-2011     |
| Iskra Odintsovo       | Russie   | 2011-2012    | 2011-2012     |
| Lokomotiv Kharkiv     | Ukraine  | octobre 2012 | décembre 2012 |
| Fenerbahçe            | Turquie  | 2012-2013    | 2012-2013     |
| Beauvais OUC          | France   | 2013-2014    | …             |

## Palmarès
- Championnat de Belgique (3)
  - Vainqueur : 2005, 2006, 2010

- Coupe de Belgique (3)
  - Vainqueur : 2005, 2006, 2011

- Championnat de Grèce (1)
  - Vainqueur : 2007

- Championnat de Suisse (1)
  - Vainqueur : 2000

- Coupe de Suisse (1)
  - Vainqueur : 2000